# Liberate mio figlio
Liberate mio figlio è un film per la televisione, diretto da Roberto Malenotti, e liberamente ispirato alla vicenda di Cesare e Angela Casella. È andato in onda su Rai Uno il 27 aprile 1992 ed è stato girato tra Roma e la Calabria.

## Trama
Lorenzo Fabbri è un ragazzo che viene rapito e tenuto prigioniero in una grotta dell'Aspromonte. Dopo aver tentato ogni strada per ottenere la liberazione di suo figlio, la madre Elena decide di dar vita a una protesta disperata: s'incatena sulla piazza di un paesino calabrese affiggendo un cartello con scritto "Liberate mio figlio". Inizia così una drammatica sfida all'omertà dei cittadini e all'impotenza delle forze dell'ordine.